# Ако (город)
Ако́ (яп. 赤穂市 Ако:-си) — город в Японии, находящийся в префектуре Хёго. Площадь города составляет 126,88 км², население — 49 145 человек (1 августа 2014), плотность населения — 387,33 чел./км².

## История
Во время периода Эдо Ако был столицей княжества Ако. Княжество Ако было небольшим по территории (50,000 коку), но богатым благодаря производству соли. Соль Ако известна своим высоким качеством. Среди бывших даймё Ако был Асано Наганори, хозяин сорока семи ронинов. В память о сорока семи ронинах, которые отомстили Кире Ёсихисе за своего хозяина 30 января 1703 года (14 декабря 15 года эпохи Гэнроку), последние сто лет 14 декабря город каждый год проводит фестиваль (gish-sai). В день фестиваля все начальные и средние школы в городе закрыты, а ученикам предлагается принять участие в одном из спортивных и художественных конкурсов, в том числе в кэндо, дзюдо и сёдо, или в одном из парадов, в том числе одином, воссоздающем победу сорока семи ронинов и ещё одного, демонстрирующего культурные особенности эпохи Эдо, такие как санкин котай.
Замок Ако, построенный дедом Асано Наганори, Наганао, сегодня стоит в центре города.

## Географическое положение
Город расположен на острове Хонсю в префектуре Хиого региона Кинки. С ним граничат города Аиои, Химедзи, Бидзен и посёлок Камигори.

## Население
Население города составляет 49 145 человек (1 августа 2014), а плотность — 387,33 чел./км². Изменение численности населения с 1980 по 2005 годы:
| 1980 | 51 046 чел. |  |
| 1985 | 52 374 чел. |  |
| 1990 | 51 131 чел. |  |
| 1995 | 51 426 чел. |  |
| 2000 | 52 077 чел. |  |
| 2005 | 51 794 чел. |  |

## Символика
Деревом города считается сакура, цветком — рододендрон.

## Города побратимы
- Рокингхэм, Западная Австралия, Австралия